# Coppa Italia 2023-2024 (turni eliminatori)
I turni eliminatori della Coppa Italia 2023-2024 si sono disputati tra il 5 agosto e il 2 novembre 2023. Hanno partecipato a questa prima fase della competizione 36 club suddivisi in 12 di Serie A, 18 di Serie B e 6 di Serie C; 8 di essi si sono qualificati alla fase finale, composta da 16 squadre.

## Date
| Fase              | Turno             | Data                           |                                |
| ----------------- | ----------------- | ------------------------------ | ------------------------------ |
| Turni eliminatori | Turno preliminare | 5-6 agosto 2023                | 5-6 agosto 2023                |
| Turni eliminatori | Trentaduesimi     | 11-12-13-14 agosto 2023        | 11-12-13-14 agosto 2023        |
| Turni eliminatori | Sedicesimi        | 31 ottobre, 1º-2 novembre 2023 | 31 ottobre, 1º-2 novembre 2023 |

## Squadre
| Legenda                                                                  | Legenda             | Legenda                       | Legenda |
| ------------------------------------------------------------------------ | ------------------- | ----------------------------- | ------- |
| I club con numero di tabellone 1-8 sono già qualificati alla fase finale |                     |                               |         |
| I club vincitori dei sedicesimi avanzano alla fase finale                |                     |                               |         |
| I club sconfitti nel turno preliminare,                                  | nei trentaduesimi e | nei sedicesimi sono eliminati |         |

| Squadre    | Rank |
| ---------- | ---- |
| Inter      | 1    |
| Napoli     | 2    |
| Lazio      | 3    |
| Milan      | 4    |
| Atalanta   | 5    |
| Roma       | 6    |
| Juventus   | 7    |
| Fiorentina | 8    |

| Squadre     | Rank |
| ----------- | ---- |
| Bologna     | 9    |
| Torino      | 10   |
| Monza       | 11   |
| Udinese     | 12   |
| Sassuolo    | 13   |
| Empoli      | 14   |
| Salernitana | 15   |
| Lecce       | 16   |
| Verona      | 17   |
| Frosinone   | 18   |
| Genoa       | 19   |
| Cagliari    | 20   |
| Spezia      | 21   |
| Cremonese   | 22   |
| Sampdoria   | 23   |
| Bari        | 24   |

| Squadre    | Rank |
| ---------- | ---- |
| Parma      | 25   |
| Südtirol   | 26   |
| Crotone    | 27   |
| Venezia    | 28   |
| Palermo    | 29   |
| Modena     | 30   |
| Pisa       | 31   |
| Ascoli     | 32   |
| Como       | 33   |
| Ternana    | 34   |
| Cittadella | 35   |
| Cosenza    | 36   |

| Squadre        | Rank |
| -------------- | ---- |
| Catanzaro      | 37   |
| Reggiana       | 38   |
| Feralpisalò    | 39   |
| Cesena         | 40   |
| Virtus Entella | 41   |
| L.R. Vicenza   | 42   |
| Pescara        | 43   |
| Foggia         | 44   |

## Tabellone
|  | Turno preliminare | Turno preliminare | Turno preliminare |  |  | Trentaduesimi | Trentaduesimi   | Trentaduesimi |  |    | Sedicesimi      | Sedicesimi      | Sedicesimi |
|  |                   |                   |                   |  |  |               |                 |               |  |    |                 |                 |            |
|  | 40                | Cesena (dtr)      | 2 (6)             |  |  | 9             | Bologna         | 2             |  |    |                 |                 |            |
|  | 41                | Virtus Entella    | 2 (5)             |  |  | 40            | Cesena          | 0             |  |    | 9               | Bologna         | 2          |
|  |                   |                   |                   |  |  | 17            | Verona          | 3             |  | 17 | Verona          | 0               |            |
|  |                   |                   |                   |  |  | 32            | Ascoli          | 1             |  |    |                 |                 |            |
|  |                   |                   |                   |  |  |               |                 |               |  |    |                 |                 |            |
|  |                   |                   |                   |  |  | 16            | Lecce           | 1             |  |    |                 |                 |            |
|  |                   |                   |                   |  |  | 33            | Como            | 0             |  |    | 16              | Lecce           | 2          |
|  |                   |                   |                   |  |  | 24            | Bari            | 0             |  | 25 | Parma           | 4               |            |
|  |                   |                   |                   |  |  | 25            | Parma           | 3             |  |    |                 |                 |            |
|  |                   |                   |                   |  |  |               |                 |               |  |    |                 |                 |            |
|  |                   |                   |                   |  |  | 36            | Cosenza         | 2             |  |    |                 |                 |            |
|  |                   |                   |                   |  |  | 13            | Sassuolo (dts)  | 5             |  |    | 13              | Sassuolo (dtr)  | 0 (5)      |
|  |                   |                   |                   |  |  | 21            | Spezia (dtr)    | 2 (4)         |  | 21 | Spezia          | 0 (4)           |            |
|  |                   |                   |                   |  |  | 28            | Venezia         | 2 (3)         |  |    |                 |                 |            |
|  |                   |                   |                   |  |  |               |                 |               |  |    |                 |                 |            |
|  |                   |                   |                   |  |  | 20            | Cagliari (dts)  | 2             |  |    |                 |                 |            |
|  |                   |                   |                   |  |  | 29            | Palermo         | 1             |  |    | 12              | Udinese         | 1          |
|  | 37                | Catanzaro         | 1                 |  |  | 12            | Udinese         | 4             |  | 20 | Cagliari (dts)  | 2               |            |
|  | 44                | Foggia            | 0                 |  |  | 37            | Catanzaro       | 1             |  |    |                 |                 |            |
|  |                   |                   |                   |  |  |               |                 |               |  |    |                 |                 |            |
|  | 38                | Reggiana          | 6                 |  |  | 11            | Monza           | 1             |  |    |                 |                 |            |
|  | 43                | Pescara           | 2                 |  |  | 38            | Reggiana        | 2             |  |    | 19              | Genoa (dts)     | 2          |
|  |                   |                   |                   |  |  | 19            | Genoa           | 4             |  | 38 | Reggiana        | 1               |            |
|  |                   |                   |                   |  |  | 30            | Modena          | 3             |  |    |                 |                 |            |
|  |                   |                   |                   |  |  |               |                 |               |  |    |                 |                 |            |
|  |                   |                   |                   |  |  | 22            | Cremonese (dts) | 3             |  |    |                 |                 |            |
|  |                   |                   |                   |  |  | 27            | Crotone         | 1             |  |    | 22              | Cremonese (dts) | 2          |
|  |                   |                   |                   |  |  | 14            | Empoli          | 1             |  | 35 | Cittadella      | 1               |            |
|  |                   |                   |                   |  |  | 35            | Cittadella      | 2             |  |    |                 |                 |            |
|  |                   |                   |                   |  |  |               |                 |               |  |    |                 |                 |            |
|  |                   |                   |                   |  |  | 15            | Salernitana     | 1             |  |    |                 |                 |            |
|  |                   |                   |                   |  |  | 34            | Ternana         | 0             |  |    | 15              | Salernitana     | 4          |
|  |                   |                   |                   |  |  | 23            | Sampdoria (dtr) | 1 (7)         |  | 23 | Sampdoria       | 0               |            |
|  |                   |                   |                   |  |  | 26            | Südtirol        | 1 (6)         |  |    |                 |                 |            |
|  |                   |                   |                   |  |  |               |                 |               |  |    |                 |                 |            |
|  |                   |                   |                   |  |  | 18            | Frosinone       | 1             |  |    |                 |                 |            |
|  |                   |                   |                   |  |  | 31            | Pisa            | 0             |  |    | 10              | Torino          | 1          |
|  | 39                | Feralpisalò       | 2                 |  |  | 10            | Torino          | 2             |  | 18 | Frosinone (dts) | 2               |            |
|  | 42                | L.R. Vicenza      | 1                 |  |  | 39            | Feralpisalò     | 1             |  |    |                 |                 |            |
|  |                   |                   |                   |  |  |               |                 |               |  |    |                 |                 |            |

## Turno preliminare

### Tabellini
| Arbitro: | Cosso (Reggio Calabria) |

|            |           |  |
| Curcio 70’ | Marcatori |  |

| Arbitro: | Di Marco (Ciampino) |

|                                                                     |           |                           |
| Lanini 38’ (rig.), 65’ (rig.) Portanova 41’, 53’ Girma 42’ Vido 83’ | Marcatori | 13’ Accornero 27’ Cuppone |

| Arbitro: | Monaldi (Macerata) |

|                            |           |            |
| Di Molfetta 17’ Felici 31’ | Marcatori | 68’ Laezza |

| Arbitro: | Gualtieri (Asti) |

|                                                                              |                      |                                                                           |
| Shpendi 17’ Ciofi 45’                                                        | Marcatori            | 51’, 56’ Meazzi                                                           |
| Mercadante Corazza Ciofi Silvestri Shpendi Berti Hraiech Piacentini Pierozzi | Tiri di rigore 6 – 5 | Disanto Tomaselli Banfi Zappella Lipani De Lucia Siatounis Bonini Thioune |

### Risultati
| Squadra 1   | Risultato       | Squadra 2      |
| ----------- | --------------- | -------------- |
| Cesena      | 2 - 2 (6-5 dtr) | Virtus Entella |
| Catanzaro   | 1 - 0           | Foggia         |
| Reggiana    | 6 - 2           | Pescara        |
| Feralpisalò | 2 - 1           | L.R. Vicenza   |

## Trentaduesimi

### Tabellini
| Arbitro: | Ghersini (Genova) |

|                       |           |  |
| Canestrelli 7’ (aut.) | Marcatori |  |

| Arbitro: | Minelli (Varese) |

|                                                   |           |                |
| Lovric 9’ Beto 49’ Thauvin 64’ (rig.) Lucca 90+3’ | Marcatori | 12’ Vandeputte |

| Arbitro: | Aureliano (Bologna) |

|                                               |           |                                        |
| Retegui 1’, 57’ Vásquez 45+3’ Guðmundsson 51’ | Marcatori | 29’ Manconi 40’ Tremolada 77’ Gargiulo |

| Arbitro: | Manganiello (Pinerolo) |

|                        |           |  |
| Corazza 2’ Zirkzee 80’ | Marcatori |  |

| Arbitro: | Prontera (Bologna) |

|           |           |                           |
| Caputo 8’ | Marcatori | 61’ Amatucci 80’ Magrassi |

| Arbitro: | Fourneau (Roma 1) |

|  |           |                                 |
|  | Marcatori | 8’ Benedyczak 34’ Bonny 75’ Man |

| Arbitro: | Piccinini (Forlì) |

|                                             |           |                  |
| Mboula 2’ Dawidowicz 45+3’ Đurić 47’ (rig.) | Marcatori | 39’ (rig.) Forte |

| Arbitro: | Marinelli (Tivoli) |

|                              |           |               |
| Dossena 100’ Di Pardo 120+3’ | Marcatori | 120+1’ Soleri |

| Arbitro: | Giua (Olbia) |

|             |           |  |
| Candreva 7’ | Marcatori |  |

| Arbitro: | Collu (Cagliari) |

|                                |           |                                                                     |
| Tutino 9’ (rig.) Mazzocchi 90’ | Marcatori | 45+4’ Bajrami 79’ (rig.) Pinamonti 105’ Ceide 115’, 118’ Mulattieri |

| Arbitro: | Rutella (Enna) |

|              |           |  |
| Almqvist 27’ | Marcatori |  |

| Arbitro: | Santoro (Messina) |

|                |           |                               |
| D'Ambrosio 22’ | Marcatori | 64’ Nardi 84’ (rig.) Cigarini |

| Arbitro: | Zufferli (Udine) |

|                                         |           |               |
| Afena-Gyan 30’ Vázquez 105’ Pickel 117’ | Marcatori | 7’ Tumminello |

| Arbitro: | Bonacina (Bergamo) |

|                                                                   |                      |                                                     |
| Léris 17’                                                         | Marcatori            | 45+4’ Casiraghi                                     |
| Stoppa De Luca Pedrola Depaoli Vieira Bereszyński Benedetti Murru | Tiri di rigore 7 – 6 | Merkaj Lonardi Ciervo Cisco Broh Davì Tait Masiello |

| Arbitro: | Baroni (Firenze) |

|                                               |                      |                                          |
| Antonucci 19’ Moro 60’ (rig.)                 | Marcatori            | 54’ Pohjanpalo 81’ (rig.) Gytkjær        |
| Krollis F. Esposito S. Esposito Kouda Bastoni | Tiri di rigore 4 – 3 | Pohjanpalo Čeryšev Gytkjær Busio Zampano |

| Arbitro: | Tremolada (Monza) |

|                      |           |                 |
| Vojvoda 22’ Ilić 85’ | Marcatori | 17’ Di Molfetta |

### Risultati
| Squadra 1   | Risultato       | Squadra 2   |
| ----------- | --------------- | ----------- |
| Bologna     | 2 - 0           | Cesena      |
| Verona      | 3 - 1           | Ascoli      |
| Lecce       | 1 - 0           | Como        |
| Bari        | 0 - 3           | Parma       |
| Cosenza     | 2 - 5 (dts)     | Sassuolo    |
| Spezia      | 2 - 2 (4-3 dtr) | Venezia     |
| Cagliari    | 2 - 1 (dts)     | Palermo     |
| Udinese     | 4 - 1           | Catanzaro   |
| Monza       | 1 - 2           | Reggiana    |
| Genoa       | 4 - 3           | Modena      |
| Empoli      | 1 - 2           | Cittadella  |
| Cremonese   | 3 - 1 (dts)     | Crotone     |
| Salernitana | 1 - 0           | Ternana     |
| Sampdoria   | 1 - 1 (7-6 dtr) | Südtirol    |
| Frosinone   | 1 - 0           | Pisa        |
| Torino      | 2 - 1           | Feralpisalò |

Note
1. ↑  Inversione di campo rispetto all'esito del sorteggio.

## Sedicesimi

### Tabellini
| Arbitro: | Tremolada (Monza) |

|                            |           |          |
| Bertolacci 48’ Coda 120+1’ | Marcatori | 83’ Vita |

| Arbitro: | Manganiello (Pinerolo) |

|                                              |           |  |
| Ikwuemesi 28’ Tchaouna 45+1’, 67’ Cabral 86’ | Marcatori |  |

| Arbitro: | Dionisi (L'Aquila) |

|                            |           |  |
| Moro 41’ Van Hooijdonk 62’ | Marcatori |  |

| Arbitro: | Santoro (Messina) |

|                          |           |            |
| Haps 53’ Guðmundsson 99’ | Marcatori | 37’ Varela |

| Arbitro: | Minelli (Varese) |

|                           |           |                                                           |
| Piccoli 54’ Strefezza 76’ | Marcatori | 9’ Sohm 29’ Bonny 90+4’ (aut.) Pongračić 90+7’ (rig.) Man |

| Arbitro: | Cosso (Reggio Calabria) |

|              |           |                         |
| Guessand 63’ | Marcatori | 80’ Viola 120’ Lapadula |

| Arbitro: | Zufferli (Udine) |

|                                                |                      |                                           |
| Berardi Pinamonti Bajrami Thorstvedt Laurienté | Tiri di rigore 5 – 4 | Kouda Moro Candelari Nikolaou S. Esposito |

| Arbitro: | Fourneau (Roma 1) |

|          |           |                            |
| Zima 31’ | Marcatori | 5’ Ibrahimović 98’ Reinier |

### Risultati
| Squadra 1   | Risultato       | Squadra 2  |
| ----------- | --------------- | ---------- |
| Bologna     | 2 - 0           | Verona     |
| Lecce       | 2 - 4           | Parma      |
| Sassuolo    | 0 - 0 (5-4 dtr) | Spezia     |
| Udinese     | 1 - 2 (dts)     | Cagliari   |
| Genoa       | 2 - 1 (dts)     | Reggiana   |
| Cremonese   | 2 - 1 (dts)     | Cittadella |
| Salernitana | 4 - 0           | Sampdoria  |
| Torino      | 1 - 2           | Frosinone  |